# 19.º Congresso Nacional do Partido Comunista da China

Grande Salão do Povo durante a cerimônia de abertura do XIX Congresso Nacional.

XIX Congresso Nacional do Partido Comunista da China (comumente conhecido como Shíjiǔ Dà; chinês: 十九大) foi realizado no Grande Salão do Povo, em Pequim, entre 18 e 24 de outubro de 2017. 2.280 delegados representaram os cerca de 89 milhões de membros do partido. Os preparativos para o XIX Congresso Nacional começaram em 2016 e terminaram com uma sessão plenária do Comitê Central alguns dias antes do Congresso. Em 2016, as organizações partidárias locais e provinciais começaram a eleger delegados ao congresso, bem como a receber e modificar os documentos do partido.
Durante o congresso, uma nova ideologia orientadora, intitulada "Pensamento de Xi Jinping sobre o socialismo com características chinesas para uma Nova Era", foi escrita na constituição do partido. Esta foi a primeira vez desde o Pensamento de Mao Tse Tung que um líder vivo do partido adicionou à constituição uma ideologia nomeada por ele mesmo. O Congresso também enfatizou o fortalecimento do socialismo com características chinesas, a construção do partido e o Estado de Direito Socialista e estabeleceu prazos concretos para atingir os objetivos de desenvolvimento, como construir uma sociedade moderadamente próspera e alcançar a "modernização socialista". Também se destacou por fazer a China desempenhar um papel mais importante a nível internacional.
O XIX Congresso Nacional aprovou a lista de membros da Comissão Central de Inspeção Disciplinar e elegeu o Comitê Central, que por sua vez aprovou os membros do Politburo e seu Comitê Permanente. Cinco membros do XVIII Comitê Permanente do Politburo deixaram o cargo devido a terem atingido a idade da aposentadoria e cinco novos membros se juntaram ao XIX Comitê Permanente: Li Zhanshu, Wang Yang, Wang Huning, Zhao Leji e Han Zheng.